# Vanessa Curry
Vanessa Curry, née en 1990 à Fremont (Californie), est une danseuse, mannequin et chanteuse américaine.

## Biographie
Vanessa Curry a été une Laker Girl (en), et finaliste de l'émission So you think you can dance. En 2010, elle rejoint le groupe de musique féminin The Pussycat Dolls.
Dans la chanson Addicted to Love, co-interprétée avec le groupe Nomads, elle apparait dans le clip aux côtés de Leighton Meester et de Wilmer Valderrama. 